# Bolívar Pagán Lucca
Bolívar Pagán Lucca   (Guayanilla, 16 de maig de 1897 - San Juan, 9 de febrer de 1961) va ser un advocat, historiador, periodista i polític porto-riqueny, Senador de Puerto Rico i Comissionat Resident en la Cambra de Representants dels Estats Units.

## Biografia
Va néixer a Guayanilla, rebent la seva educació primària a Adjuntes i secundària a Ponce on va col·laborar i va editar en diversos periòdics i revistes. El 1921 es va graduar com a advocat en la Universitat de Puerto Rico a Rio Piedras i va ser admès en el Col·legi d'Advocats, començant a exercir l'advocacia a San Juan. A l'any següent va exercir com a jutge de Fajardo.
El 1924, va ser candidat del Partit Socialista de Puerto Rico per a l'elecció al Senat porto-riqueny. L'any següent, va començar un període de quatre anys com a tresorer de la ciutat de San Juan. El 1928, es va postular novament pel Senat porto-riqueny, però no va ser triat. Va tenir èxit en el seu tercer intent, amb la coalició Unió Republicana Socialista, i va exercir com a senador des del 1933 fins al 1939, ascendint a llocs de lideratge com la vicepresidència de la càmera i líder de la majoria. El 1935 va ser enviat a Washington D.C. en una Comissió Legislativa per sol·licitar la estaditat de Puerto Rico. També va exercir com a alcalde interí de San Juan entre 1936 i 1937.
Fou membre del Grup Americà de la Unió Interparlamentaria i va realitzar activitats com a escriptor i editor. El 1939 va ser nomenat Comissionat Resident en la Cambra de Representants dels Estats Units pel Governador de Puerto Rico, William D. Leahy, per cobrir la vacant causada per la mort del seu sogre, Santiago Iglesias. El 1940, va ser triat Comissionat Resident pel 77è Congrés dels Estats Units sota els auspicis d'una coalició entre el Partit Socialista i la Unió Republicana. En el 78è Congrés, va ser nomenat membre dels comitès d'Agricultura, Treball i Territoris de Puerto Rico.
Va tornar a Puerto Rico, i novament va ser triat pel Senat el 1945, servint durant dos períodes, després de ser reelegit el 1949, fins al 1953. El 1959, va escriure Historia de los Partidos Políticos Puertorriqueños 1898-1956. Va renunciar a la presidència del Partit Socialista, i va retornar a l'advocacia i l'escriptura a San Juan fins a la seva mort el 1961. Va ser enterrat en el Cementiri Memorial de Puerto Rico situat a Carolina.